# Aoede
Aoede är en av Jupiters månar. Den upptäcktes 2003 av några hawaiianska astronomer och fick då tillfälligt beteckningen S/2003 J7. Aoede är mycket liten, bara 4 kilometer i diameter.